# サザンカンフォート

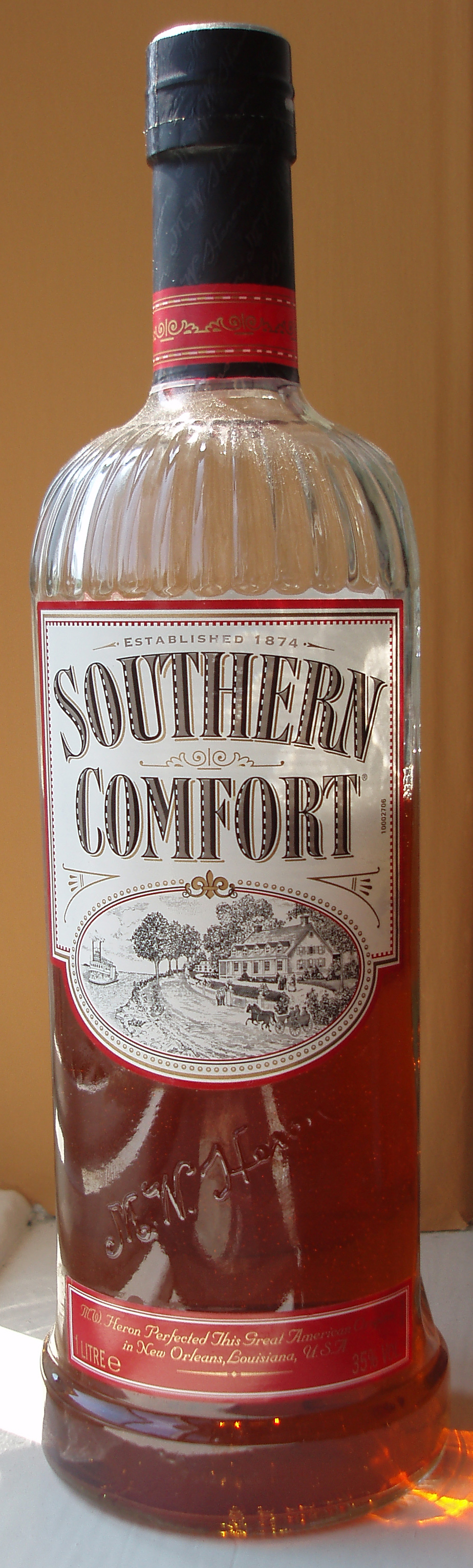
サザンカンフォートの1リットル瓶

サザンカンフォート(Southern Comfort、SoCo)は、リキュールの一種。
1874年、アメリカ合衆国のニューオーリンズでバーテンダーを勤めていたMartin Wilkes Heronにより、ウイスキーとオレンジ、ピーチ、レモンなど幾種ものフルーツとハーブを組み合わせたレシピを起源とする。
1889年に、メンフィスで製品販売が開始され、現在のブランドは、アメリカの酒類ブランド保有会社のSazerac Companyが所有している。
Southern Comfort とは、直訳すると「南部の安らぎ」や「南部の歓び」といった意味となる。割り方によって大きく変化するフレーバーを魅力として、若者に人気があり、たとえばニューヨークのバーテンダーが考案したとされるSoCo Lime Shot（ソコライムショット）は、イギリスやアメリカでは、非常に人気のあるショットである。

## 歴史
船大工の息子として生まれたMartinが、勤め先の店（ニューオーリンズフレンチ・クオーター、バーボン・ストリートそばの McCauley's Tavern）で考案したとされる。
その後Martinは特許を取得し、1889年、移り住んだメンフィスで瓶詰による製造販売を開始した。1904年にセントルイスで開催された国際博覧会では、金メダルを獲得している。
初期のアルコール度数は50度と比較的高かったが、その後徐々に下げられ、2004年のリニューアル以降は日本国内においては21度のものが販売されている。また、ベースとする蒸留酒も、バーボンウイスキーベース（サザンカンフォート・リザーブ）から、中性スピリッツ（ホワイトリカーの原料）に変更されていたが、2017年より当初のバーボンウイスキーをベースとした製法に戻されている。
歌手のジャニス・ジョプリンがこのリキュールを愛飲しており、しばしばステージの上にボトルが置いてあったことでも知られている。

## サザンカンフォートを使ったカクテル
- サザンカンフォート・スクリュー
- シシリアン・キッス
- ジャック・ター - 40度のサザンカンフォートと75.5度のラム酒を用いたカクテル

## ご当地カクテル
神奈川県茅ヶ崎市ではサザンカンフォートを使ったご当地カクテル「茅ヶ崎サザン」のコンテストが2014年11月23日に10店舗が参加して行われた。